# Martina Butz-Kofer
Martina Butz-Kofer (* 1958) ist eine deutsche Filmeditorin.

## Leben
Martina Butz wuchs in Berlin auf und wurde Anfang der 1980er Jahre als Schnitt-Assistentin u. a. für Herbert Achternbusch tätig. Seit den 2000er Jahren betätigt sie sich als eigenständige Filmeditorin für den Südwestrundfunk. Zu ihren Arbeiten gehören diverse Tatort-Episoden.

## Filmografie (Auswahl)
- 2002: Tatort: Flashback
- 2004: Tatort: Große Liebe
- 2004: Tatort: Gefährliches Schweigen
- 2005: Tatort: Am Abgrund
- 2006: Tatort: Unter Kontrolle
- 2008: Tatort: In eigener Sache
- 2009: Tatort: Kassensturz
- 2009: Tatort: Das Mädchen Galina
- 2010: Bloch: Die Geisel
- 2010: Tatort: Blutgeld
- 2011: Tatort: Der schöne Schein
- 2011: Tatort: Im Abseits
- 2011: Tatort: Das erste Opfer
- 2012: Bloch: Der Fremde
- 2013: Tatort: Letzte Tage
- 2013: Tatort: Freunde bis in den Tod
- 2014: Tatort: Freigang
- 2015: Tatort: Côte d’Azur
- 2015: Tatort: LU
- 2016: Emma nach Mitternacht – Der Wolf und die sieben Geiseln
- 2017: Die Firma dankt